# Corallium sulcatum
Corallium sulcatum är en korallart som beskrevs av Kamakiche Kishinouye 1903. Corallium sulcatum ingår i släktet Corallium och familjen Coralliidae. Inga underarter finns listade i Catalogue of Life.